# Rjoiči Maeda
Rjoiči Maeda (japonsko 前田 遼一), japonski nogometaš, * 9. oktober 1981.
Za japonsko reprezentanco je odigral 33 uradnih tekem.